# Emmanuelle de Negri
Emmanuelle de Negri ist eine französische Sopranistin, die schwerpunktmäßig Barockmusik singt und eng mit dem Dirigenten William Christie zusammen arbeitet.

## Ausbildung
Nach dem Violoncellostudium trat de Negri ins Conservatoire de Nîmes ein, wo sie bei Daniel Salas Gesang studierte. Zugleich nahm sie Schauspielunterricht und studierte Literatur an der Universität Montpellier. Ab September 2002 setzte sie ihre Studien bei Gerda Hartmann am Conservatoire national supérieur de musique et de danse de Paris fort. Impulse für ihre Interpretation alter Musik erhielt sie von Kenneth Weiss und Nicolau di Figuereido. Bereits während ihrer Ausbildung sang sie den Cupidon in Offenbachs Orphée aux enfers und den Miles in Brittens The Turn of the Screw. Auch besuchte sie Liedkurse bei Anne Grappotte, Hartmut Höll und Jeff Cohen. 2006 schloss de Negri ihre Ausbildung mit Auszeichnung und dem ersten Preis Félicitations du Jury ab. Post-Graduate Studien absolvierte sie bei Susan Manoff und Olivier Reboul. 

## Laufbahn
Mit dem Royal Scottish National Orchestra debütierte sie in Glasgow und Edinburgh als Yniold in Debussys Pelléas et Mélisande. Ihre nächsten Opernrollen waren die Tonina in Salieris Prima la musica e poi le parole in Paris, Elena und Aura in Cavallis Ercole amante, Serpetta und Despina in Mozarts La finta giardiniera und Così fan tutte, sowie der Oberto in Händels  Alcina und die Clorinda in Rossinis La Cenerentola.
Eine langjährige Zusammenarbeit verbindet die Künstlerin mit William Christie, unter dessen Leitung sie beim Festival d’Aix-en-Provence in Purcells Fairy Queen auftrat. 2009 sang Emanuelle de Negri in einer Purcell gewidmeten internationalen Konzertreihe mit Christies Les Arts Florissants. 
Bei den Innsbrucker Festwochen der Alten Musik war sie 2008 in der Titelrolle von Pasquinis Martirio de Sant’Agnese zu erleben, 2009 als Cupidon beim Festival d’Aix-en-Provence. Seither ist die Künstlerin mehrfach an der Pariser Opéra-Comique und im Theater an der Wien aufgetreten, in Caen, Bordeaux, Beaune, Besançon und Versailles, Amsterdam, Washington und New York.

## Aufnahmen (Auswahl)
- Jean-Philippe Rameau: Dardanus (Fassung von 1744), mit Bernard Richter, Emmanuelle de Negri, Gaëlle Arquez, João Fernandes, Benoît Arnould, Alain Buet, Dirigent: Raphaël Pichon, Ensemble Pygmalion (Live)